# Batismo de fogo

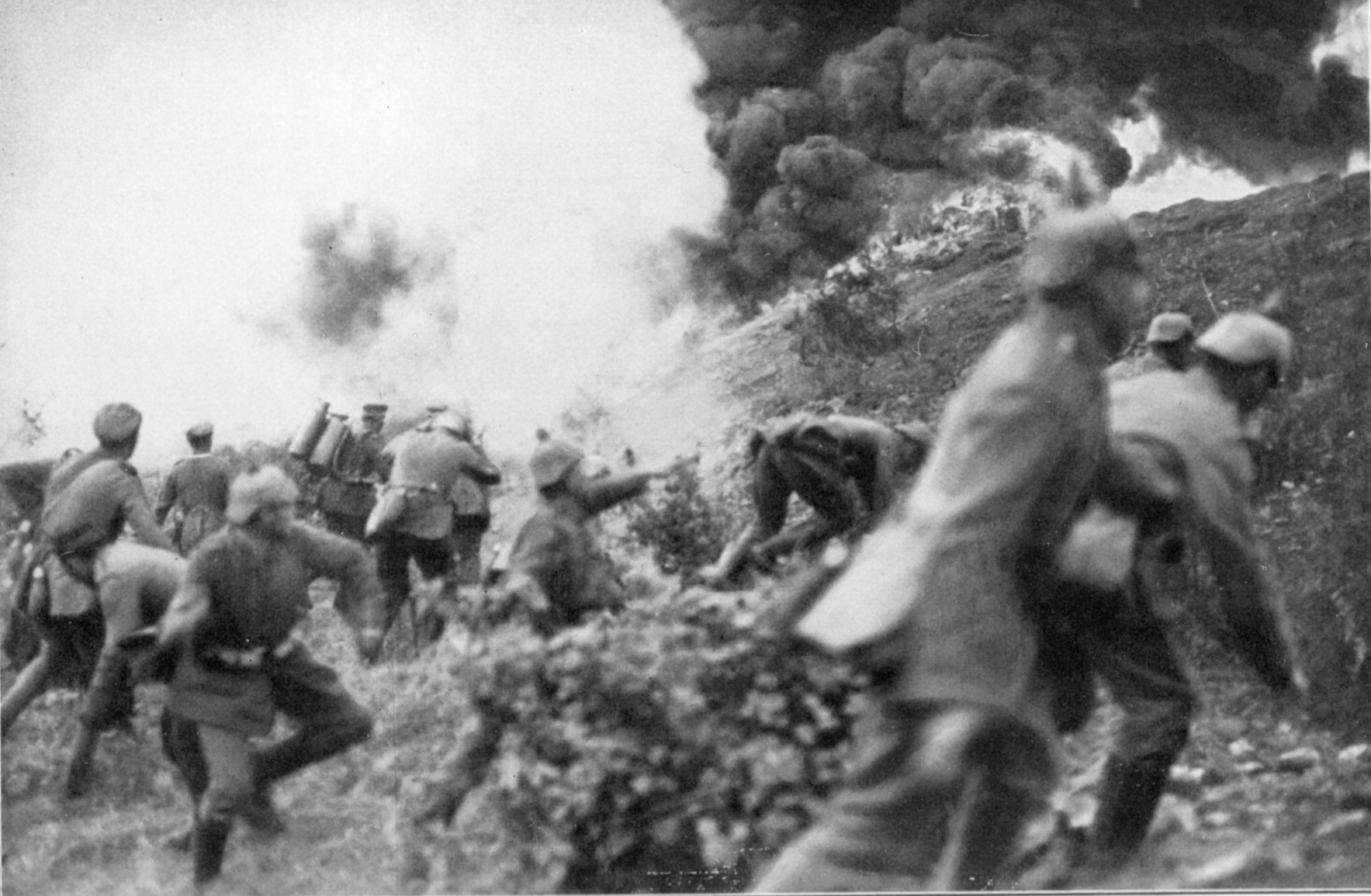
Soldados alemães avançam em combate durante a Batalha de Verdun em março de 1916. Um deles lança uma granada, outro tem um lança-chamas.

O batismo de fogo é um termo no jargão militar que se refere à primeira experiência de combate de um soldado em batalha. Trata-se de uma expressão originária das palavras de João Batista, em Mateus 3:11.
Mateus 3:11 "Eu os batizo com água para arrependimento. Mas depois de mim vem alguém mais poderoso do que eu, tanto que não sou digno nem de levar as suas sandálias. Ele os batizará com o Espírito Santo e com fogo."
A cena bíblica ilustrada nesta perícope do Evangelho está florescendo e, por analogia, a linguagem comum usa o termo  'batismo' para designar qualquer início ou primeira experiência (batismo de fogo, batismo de ar, etc.).
A frase também ocorre em Lucas 3:16 e pode ser tomada como uma referência à prova de fogo da fé que suporta o sofrimento e purifica os fiéis que olham para a glória de Deus e são transformados, em vez de consumidos (Marcos 10:38, Tiago 1: 2-4, 1 Pedro 1:7, 1 Pedro 4:12). Essa expressão é relatada pelos três evangelhos sinópticos, Mateus 3:11, Marcos 1:8 e Lucas 3:16. Veja também o Purgatório de Dante 27:10-15.
Dentro do Cristianismo, no Metodismo (inclusive do movimento de santidade), o batismo de fogo é sinônimo da segunda obra da graça: a inteira santificação, que também é conhecida como Batismo com o Espírito Santo; por outro lado, no pentecostalismo, o batismo de fogo é sinônimo de batismo no Espírito Santo que é acompanhado por glossolalia.

## Cristandade
Muitos escritores cristãos, como John Kitto, notaram que poderia ser tomado como uma hendíade, o Espírito como fogo, ou apontando dois batismos distintos - um pelo Espírito, outro pelo fogo. Se dois batismos, então vários significados foram sugeridos para o segundo batismo, pelo fogo - purificar cada indivíduo que aceita Jesus Cristo como Senhor e Salvador para ser o templo do Espírito Santo, expulsar demônios e destruir a fortaleza da carne pelo Fogo de Deus. Sobre esta expressão, JH Thayer comentou: "submergir com fogo (aqueles que não se arrependem), ou seja, submetê-los às terríveis penas do inferno". WE Vine notou a respeito do "fogo" desta passagem: "do fogo do julgamento divino sobre os rejeitadores de Cristo, Mat. 3:11 (onde uma distinção deve ser feita entre o batismo do Espírito Santo no Pentecostes e o fogo da retribuição divina)". Arndt e Gingrich falam do "fogo do julgamento divino Mt. 3:11; Lc. 3:16". Finalmente, como JW McGarvey observou, a frase "batizamos... no fogo" também se refere ao dia de Pentecostes, porque houve um "batismo de fogo" que aparece como língua de fogo naquele dia. "Línguas" separadas, que eram meras "como de fogo... assentadas sobre" cada um dos apóstolos. Esses irmãos foram "invadidos pelo fogo do Espírito Santo" naquela ocasião.

### Metodismo (incluindo o movimento de santidade)
Jabulani Sibanda, teólogo da tradição Wesleyana-Arminiana, diz a respeito da inteira santificação:

Esta experiência é importante porque é a segunda obra da graça. Leva à pureza de coração, e é o batismo pelo fogo (Mateus 3:11) no qual as impurezas são tratadas. Esta experiência simboliza a morte para si mesmo como Paulo disse que ele está crucificado com Cristo, “...Eu não vivo, mas Cristo vive em mim” (Gálatas 2:20). É a unicidade do olho. “A luz do corpo é o olho; portanto, se o teu olho for único, todo o teu corpo será cheio de luz. Mas se o teu olho for mau, todo o teu corpo ficará cheio de trevas. Se, pois, a luz que há em ti são trevas, quão grandes são essas trevas” (Mateus 6:22–23 KJV). A singeleza do olho é o oposto do que James chama de mente dupla. Ele chama as pessoas para limpar suas mãos e purificar seus corações. A pessoa se concentra somente em Deus; ele ou ela não é mais instável. É também uma experiência de devoção e separação para com Deus. Esta é uma experiência de alguém se doar totalmente a Deus.

### A Igreja de Jesus Cristo dos Santos dos Últimos Dias
Na Igreja de Jesus Cristo dos Santos dos Últimos Dias, o termo refere-se à confirmação e a frase "batismo de fogo" aparece várias vezes nas escrituras canonizadas dos Santos dos Últimos Dias, incluindo: Doutrina e Convênios 20:41 ; Doutrina e Convênios 33:11 ; Doutrina e Convênios 39:6 ; e 2 Néfi 31:13-17 .
A relação entre a confirmação do Espírito Santo e o batismo de fogo é explicada por David A. Bednar, um apóstolo da igreja: "o Espírito Santo é um santificador que limpa e queima a escória e o mal das almas humanas como se fosse pelo fogo".

## Uso militar
No uso militar, um batismo de fogo refere-se à primeira vez de um soldado na batalha. A Enciclopédia Católica, e escritores como John Deedy, afirmam que o termo em sentido militar entrou na língua inglesa em 1822 como uma tradução da frase francesa baptême du feu. Do uso militar, o termo se estendeu a muitas outras áreas em relação à iniciação em um novo papel.

## Na cultura popular
- A frase "batismo de fogo" é comumente usada em letras de música. Um exemplo é na canção Brothers in Arms do grupo Dire Straits, que cobre o envolvimento britânico na Guerra das Malvinas:

| “ | Through these fields of destructions baptisms of fire I've witnessed your suffering as the battle raged higher. | ” |